# 리오그란데군 (아르헨티나)

리오그란데군의 위치

리오그란데군(스페인어: Departamento Río Grande)은 아르헨티나 티에라델푸에고주의 군이다. 군청 소재지는 리오그란데이며 티에라델푸에고섬의 리오그란데강의 이름을 딴 것이다.